# Bistum Catanduva
Das Bistum Catanduva (lateinisch Dioecesis Catanduvensis, portugiesisch Diocese de Catanduva) ist eine in Brasilien gelegene römisch-katholische Diözese mit Sitz in Catanduva im Bundesstaat São Paulo.

## Geschichte
Das Bistum Catanduva wurde am 23. Dezember 2000 durch Papst Johannes Paul II. mit der Apostolischen Konstitution Venerabiles Fratres aus Gebietsabtretungen der Bistümer Jaboticabal, Rio Preto und São Carlos errichtet und dem Erzbistum Ribeirão Preto als Suffraganbistum unterstellt.
Am 22. Mai 2025 wurde das Bistum dem Erzbistum São José do Rio Preto als Suffraganbistum unterstellt.

## Bischöfe von Catanduva
- Antônio Celso Queiroz, 2000–2009
- Otacílio Luziano Da Silva, 2009–2018
- Valdir Mamede, 2019–2023
- José Benedito Cardoso, seit 2024